# Prawie święta
Prawie święta (ang. All Is Bright) – amerykański komediodramat z 2013 roku wyreżyserowany przez Phila Morrisona. Wyprodukowana przez Anchor Bay Films.
Premiera filmu miała miejsce 18 kwietnia 2013 roku podczas Festiwalu Filmowego w Tribece. Sześć miesięcy później premiera filmu odbyła się 4 października 2013 roku w Stanach Zjednoczonych, natomiast w Polsce 18 lipca 2014 roku na antenie HBO.

## Opis fabuły
Na krótko przed Gwiazdką do Nowego Jorku przyjeżdżają Dennis (Paul Giamatti) i jego kolega Rene (Paul Rudd). Za pieniądze zdobyte ze sprzedaży choinek jeden z nich zamierza kupić pianino dla córki. Mężczyźni próbują także uporać się z osobistymi problemami.

## Obsada
Źródło: Filmweb
- Paul Rudd jako Rene
- Paul Giamatti jako Dennis
- Sally Hawkins jako Olga
- Peter Hermann jako Tremblay
- Halley Feiffer jako Claire
- Amy Landecker jako Therese
- Nikki M. James jako Betsy
- Barbara Vincent jako kobieta kupująca choinkę
- Katelynn Bailey jako uczennica
- Liza Colón-Zayas jako matka sześciolatka
- Colman Domingo jako Nzomo

i inni.